# Judith Kaufmann
Pour les articles homonymes, voir Kaufmann.
Judith Kaufmann, née à Stuttgart le 20 septembre 1962 , est une photographe et directeur de la photographie, scénariste et réalisatrice allemande.

## Biographie
Judith Kaufmann est la fille de l'actrice Liselotte Rau (de) et de l'éditeur Friedrich Kaufmann. Née à Stuttgart, elle grandit à Berlin, ville où elle vit.
De 1968 à 1974, elle fréquente l'école primaire Johannes-Tews, puis de 1974 à 1980 le lycée Werner-von-Siemens à Berlin-Nikolassee, où elle obtient à l'automne 1980 son Abitur. Elle suit ensuite un apprentissage de photographe puis étudie à l'École technique d'État d'optique et de technologie photographique à Berlin.
Kaufmann travaille comme assistant caméra pour, entre autres, Konrad Kotowski (de), Thomas Mauch, Gernot Roll et Raoul Coutard. En 1982, elle s'oriente vers la direction du travail de la caméra et devient en 1991 chef opérateur.
Depuis 1994, elle occupe de nombreuses missions d'enseignement et séminaires, notamment à l'Université des sciences appliquées de Dortmund, à l'Académie du film de Ludwigsburg, à l'Académie allemande du film et de la télévision de Berlin, à l'Université des arts médiatiques de Cologne (KHM), à l'École internationale de cinéma de Cologne (IFS) et à l'École des médias de Hambourg. En 2016, elle est intronisée à l'Académie des arts et des sciences du cinéma, qui décerne les Oscars du cinéma.
Elle est membre de l'Académie des Arts de Berlin, de la Deutsche Filmakademie, de l'Académie européenne du cinéma, de l'Association professionnelle de la cinématographie (Berufsverband Kinematografie, BVK) et du réseau des femmes cinéastes Cinematographinnen (de).

## Filmographie partielle

### Directrice de la photographie
- 1995 : Nico Icon de Susanne Ofteringer
- 2006 : Quatre Minutes (Vier Minuten)
- 2010 : Le Grand Voyage de la vie (Das Ende ist mein Anfang) de Jo Baier
- 2010 : L'Étrangère (Die Fremde) de Feo Aladag
- 2011 : Qui, à part nous (Wer wenn nicht wir) d'Andres Veiel
- 2013 : D'une vie à l'autre (Zwei Leben) (également co-scénariste et coréalisatrice avec Georg Maas)
- 2015 : Refuge (Freistatt) de Marc Brummund
- 2020 : Une nuit pour convaincre (Das Verhör in der Nacht) de Matti Geschonneck (téléfilm)
- 2023 : La Salle des profs (Das Lehrerzimmer) d'İlker Çatak
- 2024 : Berlin, été 42 (In Liebe, Eure Hilde) d'Andreas Dresen

## Récompenses et distinctions
- 2013 : Étoile sur le Boulevard des stars à Berlin
- 2014 : Festival 2 Valenciennes : prix du public pour D'une vie à l'autre avec Georg Maas